# Descripción de las Plantas
Descripción de las Plantas (abreviado Descr. Pl.) es un libro con ilustraciones y descripciones botánicas que fue escrito por el botánico y naturalista español Antonio José de Cavanilles. Fue publicado en dos partes en 1801 y 1802, con el nombre de Descripción de las plantas que D. Antonio Josef Cavanilles demostró en las lecciones públicas del año 1801, precedida de los principios elementales de la Botánica. [...].